# Bulevardul Constantin Negruzzi din Chișinău
Bulevardul Constantin Negruzzi se află în sectorul Centru. Are o lungime de 550 m]și este cuprins între Piața Libertății și Piața Constantin Negruzzi. Aspectul actual îl are de la începutul anilor 1950, când pe latura sudică a fost construit hotelul Chișinău. În partea de sus a bulevardului se evidențează clădirile hotelurilor Chișinău și Național, iar în cea de jos - clădirea hotelului Cosmos, construit în anii 1980. Poartă numele clasicului literaturii române Constantin Negruzzi, care a locuit la Chișinău în anii 1822-1823 și 1835-1868, când moare.
Bulevardul a fost reparat capital în anii 2015-2016.